# Dzieci Apokalipsy
Dzieci Apokalipsy (ang. Animal's People) – powieść Indry Sinha z 2007.
Książkę w 2007 nominowano do Nagrody Bookera. W 2008 otrzymała nagrodę Commonwealth Writers's Prize (najlepsza książka w Europie i Południowej Azji). Zawiera 375 stron (włączając w to słowniczek terminów w hindi).

## Fabuła
Autor proponuje czytelnikowi fikcyjny monolog kalekiego siedemnastolatka spisany z jego wypowiedzi nagranych na taśmach. Temat książki dotyczy autentycznego zdarzenia, katastrofy w Bhopalu. Do najtragiczniejszej w skutkach katastrofy przemysłowej świata doszło 3 grudnia 1984 roku, w stolicy indyjskiego stanu Madhya Pradesh. Do atmosfery wydostało się w wyniku awarii w amerykańskiej fabryce pestycydów 40 ton trującego gazu powodując śmierć kilku tysięcy osób i przyczyniając się do przewlekłych chorób dziesiątek tysięcy osób. Bohaterowie tej powieści to osoby poszkodowane, daremnie od dziesiątków lat zabiegające o sprawiedliwość społeczną, zadośćuczynienie finansowe i możliwości leczenia.